# Unterseeboot 308
Le Unterseeboot 308 (ou U-308) est un sous-marin allemand (U-Boot) de type VII.C utilisé par la Kriegsmarine (marine de guerre allemande) pendant la Seconde Guerre mondiale.

## Construction
L'U-308 est un sous-marin océanique de type VII C. Construit dans les chantiers de Flender Werke AG à Lübeck, la quille du U-308 est posée le 5 novembre 1941 et il est lancé le 31 octobre 1942. L'U-308 entre en service 2 mois plus tard.

## Historique
Mis en service le 28 décembre 1942, l'Unterseeboot 308 reçoit sa formation de base à Danzig en Pologne au sein de la 8. Unterseebootsflottille jusqu'au 31 mai 1943, puis l'U-308 intègre sa formation de combat à Saint-Nazaire en France avec la 6. Unterseebootsflottille, base qu'il n'atteindra jamais.
Pour sa première patrouille, il quitte Kiel le 29 juin 1943 sous les ordres de l'Oberleutnant zur See Karl Mühlenpfordt. Après sept jours en mer, l'U-308 est coulé le 4 juin 1943 dans la mer de Norvège au nord-est des Îles Féroé à la position géographique de 64° 28′ N, 3° 09′ E par des torpilles lancées du sous-marin britannique HMS Truculent. Les 44 membres d'équipage meurent dans cette attaque.

## Affectations successives
- 8. Unterseebootsflottille à Danzig du 23 décembre 1942 au 31 mai 1943 (entrainement)
- 6. Unterseebootsflottille à Saint-Nazaire du 1er juin au 4 juin 1943 (service actif)

## Commandement
- Leutnant zur See, puis Oberleutnant zur See Karl Mühlenpfordt du 23 décembre 1942 au 4 juin 1943

## Patrouilles
|       | Commandant              | Départ      | Départ | Arrivée     | Arrivée | Jours   | Succès |
| ----- | ----------------------- | ----------- | ------ | ----------- | ------- | ------- | ------ |
|       | Oblt. Karl Mühlenpfordt | 29 mai 1943 | Kiel   | 4 juin 1943 | Coulé   | 7 jours |        |
| Total | Total                   | Total       | Total  | Total       | Total   | 7 jours | 0 t    |

Note : Oblt. = Oberleutnant zur See 

### Opérations Wolfpack
L'U-308 n'a pas opéré avec les Wolfpacks (meute de loups) durant sa carrière opérationnelle.

## Navires coulés
L'Unterseeboot 308 n'a ni coulé, ni endommagé de navire ennemi au cours de l'unique patrouille (sept jours en mer) qu'il effectua.

### Source et bibliographie
- (en) Cet article est partiellement ou en totalité issu de l’article de Wikipédia en anglais intitulé « German submarine U-308 » (voir la liste des auteurs).
- Chris Bishop (trad. Christian Muguet), Les sous-marins de la Kriegsmarine : 1939-1945 : le guide d'identification des sous-marins, Paris, Éd. de Lodi, 2008, 192 p. (ISBN 978-2-84690-327-1)